# Richard Cocks
Richard Cocks (* 1566 in Stalbrook, Staffordshire; † 1624) war der Leiter einer Faktorei der Britischen Ostindien-Kompanie in Hirado (Japan) von der Zeit ihrer Gründung 1613 bis zu ihrer Schließung im Jahre 1623.

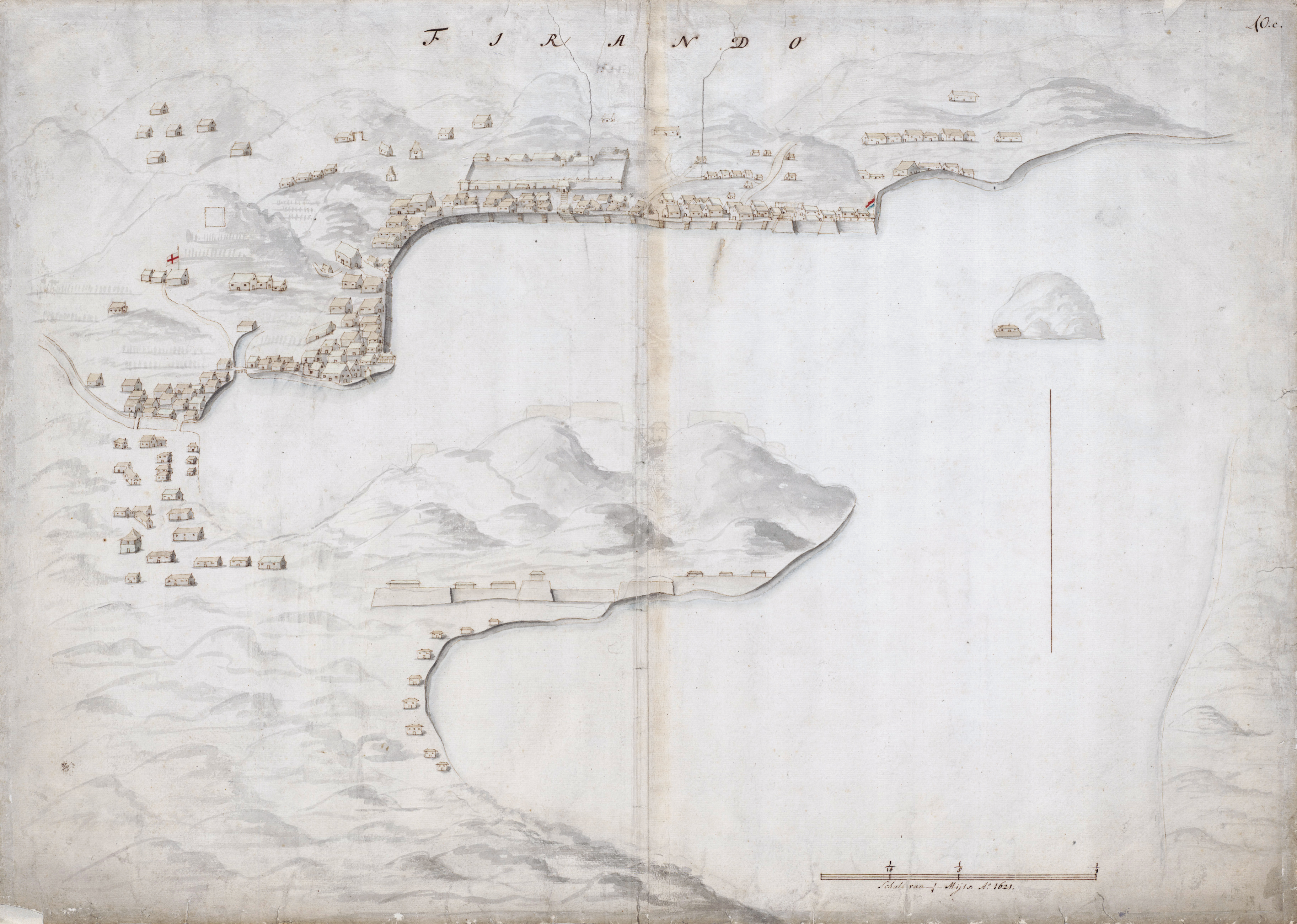
Hirado („Firando“) im Jahre 1621. Über der am Ufer liegenden niederländischen Faktorei weht die rot-weiß-blaue Fahne. Etwas weiter landeinwärts liegt die Niederlassung der englischen Ostindien-Kompanie, erkennbar an der weißen Fahne mit dem roten St. Georgs Kreuz (Nationaal Archief, Den Haag)

Cocks, der dritte von vier Söhnen eines Landvogts (bailiff) besaß reiche Erfahrungen im Tuchhandel und war eigentlich für seine Aufgabe in Japan gut vorbereitet. Zudem konnte er auf die Hilfe des Landsmanns William Adams hoffen, der seit 1600 in Japan lebte und als Samurai dem Shōgun Tokugawa Ieyasu diente. Im Juni 1613 traf er auf der Clove in Hirado ein. Kapitän John Saris nahm Kontakt mit Adams auf, der eine Audienz am Hofe vermittelte, bei der u. a. ein Schreiben des englischen Königs James I. überreicht wurde. Ieyasu gewährte die Erlaubnis zum Handel in Japan. Wegen der Nähe zu den politisch-wirtschaftlich bedeutsamen Zentren Edo und Kyōto empfahl Adams Uraga als Sitz der zu gründenden Faktorei, doch Saris beharrte auf Hirado, was sich später als fataler Fehler herausstellen sollte – nicht nur weil dort die Niederländische Ostindien-Kompanie bereits eine Handelsstation unterhielt.
Der siebenundvierzigjährige Cocks blieb mit sechs Untergebenen, Waren im Wert von 5000 Pfund und langen Anweisungen von Saris in Hirado zurück. Eigentlich wollte er einen Dreieckshandel zwischen China, Japan und England aufbauen, doch erwies sich das chinesische Problem als unlösbar. Schon früh gab es auch Schwierigkeiten mit eigenwilligen Untergebenen, die auf eigene Faust Privatgeschäfte machten. Das Verhältnis Cocks und seiner Gefährten zu Adams war ebenfalls nicht einfach.
In seinen ausführlichen Diensttagebüchern beschreibt Cocks die Geschichte der englischen Faktorei, die Aktivitäten seiner Untergebenen und die Lage in Japan. Nach dem Tode von Ieyasu im Jahre 1616 zog er nach Edo, um eine Erneuerung der Handelserlaubnis durch den zweiten Shogun der Tokugawa-Dynastie Hidetada zu erreichen. Ein 1617 überreichtes Schreiben des englischen Königs blieb unbeantwortet. In diesen Jahren mehrten sich die Angriffe der Niederländer auf englische Schiffe, worüber er sich wiederholt, doch ohne nennenswerten Erfolge, am Hofe beklagte. Zugleich setzten ihm die aggressiven Handelsaktivitäten der niederländischen Konkurrenz wirtschaftlich schwer zu. Das sogenannte „Ambon Massaker“, bei dem die Niederländer auf der südostasiatischen Insel Ambon den Engländern übel mitspielten, gab den letzten Anlass, das faktisch ohnehin zusammengebrochene Projekt in Japan aufzugeben. Cocks verließ das Land 1623. Er starb im folgenden Jahr an einer Krankheit während der Rückkehr nach Europa.
Cocks soll mit dem Admiral der japanischen Flotte Mukai Shogen Tadakatsu und William Adams Pläne zu einer Invasion der Philippinen durch japanische Kräfte im Jahre 1616 diskutiert haben, die jedoch nicht zur Ausführung gelangten.

## Tagebücher
- The Historiographical Institute / University of Tokyo (ed.): Diary of Richard Cocks, 1615–1622 : Diary kept by the head of the English factory in Japan. Tokyo, 1978–1980.